# NGC 1063
NGC 1063 je galaksija u zviježđu Kit.

## Vanjske poveznice
- SEDS: NGC 1063